# Сан-Мамеди-ди-Инфешта
Сан-Маме́ди-ди-Инфе́шта (порт. São Mamede de Infesta) — город и район в Португалии, входит в округ Порту. Является составной частью муниципалитета Матозиньюш. Находится в составе крупной городской агломерации Большой Порту. По старому административному делению входил в провинцию Дору-Литорал. Входит в экономико-статистический субрегион Большой Порту, который входит в Северный регион. Население составляет 23 542 человека на 2001 год. Занимает площадь 5,21 км².